# Kungadömet Middag
Kungadömet Middag (kinesiska: 大肚王國?, pinyin: Dàdù Wángguó) var ett kungarike beläget på centrala Taiwan mellan 1540-talet och 1732. Riket låg vid nuvarande Taichung, Changhua och Nantou. Det existerade under en tid parallellt med den holländska kolonin belägen vid Tainan, med Fort Zeelandia som bas och senare kungadömet Tungning. Det besegrades emellertid 1732 av Qingdynastin under kejsare Yongzheng.